# Ben Freha
Ben Freha (în arabă بن فريحة) este o comună din provincia Oran, Algeria.
Populația comunei este de 23.254 de locuitori (2009).